# Чекајући Хандкеа
Чекајући Хандкеа је српски биографски филм из 2021. године у режији и по сценарију Горана Радовановића. Приказује винара Срђана Петровића из Велике Хоче који, након што је Петер Хандке добио Нобелову награду за књижевност, поставља плочу у част писца чиме угрожава сопствену безбедност. Наслов носи по драми Чекајући Годоа Самјуела Бекета.
Светска премијера филма одржана је 1. новембра 2021. године на филмском фестивалу у Санкт Петербургу, док је 5. марта 2022. године приказан на 50. издању ФЕСТ-а, након чега је од 31. марта пуштен у биоскопе у Србији.

## Радња
Сазнавши да је Петер Хандке добио Нобелову награду за књижевност 2019, винар Срђан Петровић, из Велике Хоче са Косова и Метохије, одлучује да постави плочу са рељефним ликом писца на својој винарији у којој је славни писац више пута боравио. Постављање плоче захвалности славном писцу у изопштеној, изолованој и гетоизираној енклави окруженој албанском већином, каква је Велика Хоча, постаје својеврсна сизифовска акција која разоткрива сву драму живота преосталог српског становништва на Косову и Метохији.

## Улоге
- Срђан Петровић
- Лука Петровић
- Љубомир Филијовић
- Веља Стојковић
- Гаврило Кујунџић
- Живана Павловић